# 1-Metilimidazol
1-Metilimidazol ili N-metilimidazol je aromatično heterociklično organsko jedinjenje sa formulom . On je bezbojna tečnost koja se koristi kao specijalizovani rastvarač, baza, i kao prekurzor pojedinih jonskih tečnosti. On je fundamentalni azotni heterociklični prsten i kao takav oponaša razne nukleozidne baze, kao i histidin i histamin.

## Sinteza
1-Metilimidazol se uglavnom industrijski priprema na dva načina. Glavni pristup je kiselinom katalizovana metilacija imidazola metanolom. Drugi pristup je reakcija glioksala, formaldehida, i smeše amonijaka i metilamina.
Ovao jedinjenje se može sintetisati na laboratorijskoj skali na sledeći način.